# Кубок Таїланду з футболу 2021—2022
Кубок Таїланду з футболу 2021-22 — 29-й розіграш кубкового футбольного турніру в Таїланді. Титул вп'яте здобув Бурірам Юнайтед.

## Календар
| Раунд                 | Дата                       | Матчі | Клуби   |
| --------------------- | -------------------------- | ----- | ------- |
| Кваліфікаційний раунд | 29 вересня - 6 жовтня 2021 | 30    | 94 → 64 |
| 1/32 фіналу           | 27 жовтня 2021             | 32    | 64 → 32 |
| 1/16 фіналу           | 24 листопада 2021          | 16    | 32 → 16 |
| 1/8 фіналу            | 19 січня - 2 лютого 2022   | 8     | 16 → 8  |
| 1/4 фіналу            | 16 лютого 2022             | 4     | 8 → 4   |
| 1/2 фіналу            | 18 травня 2022             | 2     | 4 → 2   |
| Фінал                 | 22 травня 2022             | 1     | 2 → 1   |

## 1/8 фіналу
| Команда 1            | Рахунок       | Команда 2         |
| -------------------- | ------------- | ----------------- |
| 19 січня 2022        |               |                   |
| Бурірам Юнайтед      | 4:1           | Чіанграй Юнайтед  |
| Сонгкхла (3)         | 1:1 пен. 10:9 | Самут Пракан Сіті |
| Чіангмай Юнайтед     | 2:3           | Супханбурі        |
| Бангкок Юнайтед      | 0:1           | Поліс Теро        |
| Накхонратчасіма      | 3:1           | Лампанг (2)       |
| Лампхун Ворріорс (2) | -:+           | Нонгбуа Пітчая    |
| 2 лютого 2022        |               |                   |
| Муанг Тонг Юнайтед   | 1:2 дч        | Утхайтхані (3)    |
| Патум Юнайтед        | 2:0           | Порт              |

## 1/4 фіналу
| Команда 1       | Рахунок | Команда 2       |
| --------------- | ------- | --------------- |
| 16 лютого 2022  |         |                 |
| Бурірам Юнайтед | 4:1     | Нонгбуа Пітчая  |
| Супханбурі      | 1:0     | Сонгкхла (3)    |
| Утхайтхані (3)  | 0:1     | Накхонратчасіма |
| Поліс Теро      | 1:0 дч  | Патум Юнайтед   |

## 1/2 фіналу
| Команда 1      | Рахунок | Команда 2       |
| -------------- | ------- | --------------- |
| 18 травня 2022 |         |                 |
| Супханбурі     | 2:3     | Бурірам Юнайтед |
| Поліс Теро     | 1:2     | Накхонратчасіма |

## Фінал
| 22 травня 2022 14:00 (EEST) |

| Бурірам Юнайтед | 1:0 дч   | Накхонратчасіма |
| --------------- | -------- | --------------- |
| Болінгі 115'    | Протокол |                 |

| Таммасат Стедіум, Патхумтхані Глядачів: 7 734 Арбітр: Віват Джумпаоон |